# Eupithecia sebdovensis
Eupithecia sebdovensis là một loài bướm đêm trong họ Geometridae.